# Karstädt (municipio)
Para la sociedad, véase: Karstadt
Karstädt es un municipio situado en el distrito de Ludwigslust-Parchim, en el estado federado de Mecklemburgo-Pomerania Occidental (Alemania), a una altitud de 25 metros. Su población a finales de 2016 era de 600 habs. y su densidad poblacional, 30 hab/km².
Se encuentra ubicado a pocos kilómetros al norte de la frontera con el estado de Brandeburgo.